# 峨眉螺序草
峨眉螺序草（学名：Spiradiclis emeiensis）为茜草科螺序草属下的一个变种。其种加词“emeiensis”意为“四川峨眉山的”。